# Премія «Давид ді Донателло» за найкращу головну жіночу роль
Премія «Давид ді Донателло» за найкращу головну жіночу роль (італ. David di Donatello per la migliore attrice protagonista) — одна з премій національної італійської кінопремії «Давид ді Донателло». Премія може бути вручена як іноземній акторці за роль у фільмі італійського виробництва, так і італійській — в зарубіжному фільмі. Останні роки в номінацію включають по 5 акторок, з яких вибирають одну переможницю.
У 1956 року перший приз отримала Джина Лоллобриджида за роль у фільмі «Найкрасивіша жінка на світі».
6 разів премія була розділена між двома акторками (1963, 1971, 1972, 1973, 1978, 1981).
Найчастіше за всіх премії була удостоєна Софі Лорен — 6 разів. По 5 нагород у Моніки Витти та Маргеріти Бай, по 4 перемоги у Маріанджели Мелато та Валерії Бруні-Тедескі. Тричі кращими були визнані Джина Лоллобриджида і Сільвана Мангано.

## Перелік лауреатів
| Рік  | Акторка               | Фільм | Фото          |
| ---- | --------------------- | --- | ------------- |
| 1956 | Джина Лоллобриджида   | Найкрасивіша жінка на світі / La donna più bella del mondo                                                                                          |               |
| 1957 | не призначено         | не призначено | не призначено |
| 1958 | Анна Маньяні          | «Дикий вітер» / Selvaggio è il vento |               |
| 1959 | Анна Маньяні          | «Пекло посеред міста» / Nella città l'inferno |               |
| 1960 | не призначено         | не призначено | не призначено |
| 1961 | Софі Лорен            | «Чочара» / La ciociara |               |
| 1962 | не призначено         | не призначено | не призначено |
| 1963 | Сільвана Мангано      | «Веронський процес» / Il processo di Verona |               |
| 1963 | Джина Лоллобриджида   | «Імперська Венера» / Venere imperiale |               |
| 1964 | Софі Лорен            | «Вчора, сьогодні, завтра» / Ieri, oggi, domani |               |
| 1965 | Софі Лорен            | «Шлюб по-італійськи» / Matrimonio all'italiana |               |
| 1966 | Джульєтта Мазіна      | «Джульєтта і духи» / Giulietta degli spiriti |               |
| 1967 | Сільвана Мангано      | «Відьми» / Le streghe |               |
| 1968 | Клаудія Кардінале     | «День сови» / Il giorno della civetta |               |
| 1969 | Джина Лоллобриджида   | «Доброго вечора, місіс Кемпбелл» / Buonasera, signora Campbell                                                                                      |               |
| 1969 | Моніка Вітті          | «Дівчина з пістолетом» / La ragazza con la pistola                                                                                                  |               |
| 1970 | Софі Лорен            | «Соняшники» / I girasoli |               |
| 1971 | Флорінда Болкан       | «Невідомий венецієць» / Anonimo veneziano |               |
| 1971 | Моніка Вітті          | «Ніні Тірабушо» / Ninì Tirabusciò — La donna che inventò la mossa                                                                                   |               |
| 1972 | Клаудія Кардінале     | «Вродливий, чесний, емігрант в Австралії хоче одружитися з незайманою землячкою» / Bello, onesto, emigrato Australia sposerebbe compaesana illibata |               |
| 1973 | Флорінда Болкан       | «Дорогі батьки» / Cari genitori |               |
| 1973 | Сільвана Мангано      | «Скопоне, наукова картярська гра» / Lo scopone scientifico                                                                                          |               |
| 1974 | Софі Лорен            | Поїздка / Il viaggio |               |
| 1974 | Моніка Вітті          | «Зоряний пил» / Polvere di stelle |               |
| 1975 | Маріанджела Мелато    | Поліцейська / La poliziotta |               |
| 1976 | Моніка Вітті          | «Качка під апельсиновим соусом» / L'anatra all'arancia                                                                                              |               |
| 1977 | Маріанджела Мелато    | «Дорогий Мікеле» / Caro Michele |               |
| 1978 | Маріанджела Мелато    | «Кіт» / Il gatto |               |
| 1978 | Софі Лорен            | «Незвичайний день» / Una giornata particolare |               |
| 1979 | Моніка Вітті          | «Кохані мої» / Amori miei |               |
| 1980 | Вірна Лізі            | «Цикада» / La cicala |               |
| 1981 | Маріанджела Мелато    | «Допоможи мені мріяти» / Aiutami a sognare |               |
| 1981 | Валерія Д'Обічі       | «Любовна пристрасть» / Passione d'amore |               |
| 1982 | Елеонора Джорджі      | «Тальк» / Borotalco |               |
| 1983 | Джульяна Де Сіо       | «Я, К'яра і Похмурий» / Io, Chiara e lo Scuro |               |
| 1984 | Ліна Састрі           | «Мене послав Піконе» / Mi manda Picone |               |
| 1985 | Ліна Састрі           | «Приховані секрети» / Segreti segreti |               |
| 1986 | Анхела Моліна         | «Каморра, або Складне переплетення жіночих доль» / Un complicato intrigo di donne vicoli e delitti                                                  |               |
| 1987 | Лів Ульман            | «Прощавай, Москва» / Mosca addio |               |
| 1988 | Олена Сафонова        | «Очі чорні» / Oci ciornie |               |
| 1989 | Стефанія Сандреллі    | «Міньйон поїхала» / Mignon è partita |               |
| 1990 | Елена Софія Річчі     | Ми поговоримо про це в понеділок / Ne parliamo lunedì                                                                                               |               |
| 1991 | Маргеріта Бай         | «Станція» / La stazione |               |
| 1992 | Джульяна Де Сіо       | «Зла» / Cattiva |               |
| 1993 | Антонелла Понціані    | «На південь» / Verso sud |               |
| 1994 | Азія Ардженто         | «Більше не зустрічатимемося» / Perdiamoci di vista                                                                                                  |               |
| 1995 | Анна Бонаюто          | «Кохання стомлює» / L'amore molesto |               |
| 1996 | Валерія Бруні-Тедескі | «Вдруге» / La seconda volta |               |
| 1997 | Азія Ардженто         | «Попутниця» / Compagna di viaggio |               |
| 1998 | Валерія Бруні-Тедескі | «Слова кохання» / La parola amore esiste |               |
| 1999 | Маргеріта Бай         | «Не від світу цього» / Fuori dal mondo |               |
| 2000 | Лічія Мальєтта        | «Хліб і таюльпани» / Pane e tulipani |               |
| 2001 | Лаура Моранте         | «Кімната сина» / La stanza del figlio |               |
| 2002 | Маріна Конфалоне      | «Неаполітанське заклинання» / Incantesimo napoletano                                                                                                |               |
| 2003 | Джованна Медзоджорно  | «Вікно навпроти» / La finestra di fronte |               |
| 2004 | Пенелопа Крус         | «Не йди» / Non ti muovere |               |
| 2005 | Барбора Бобулова      | «Біль чужих сердець» / Cuore sacro |               |
| 2006 | Валерія Голіно        | «Війна Маріо» / La guerra di Mario |               |
| 2007 | Ксенія Раппопорт      | «Незнайомка» / La sconosciuta |               |
| 2008 | Маргеріта Бай         | «Дні та хмари» / Giorni e nuvole |               |
| 2009 | Альба Рорвахер        | «Тато Джованни» / Il papà di Giovanna |               |
| 2010 | Мікаела Рамадзотті    | «Перше прекрасне» / La prima cosa bella |               |
| 2011 | Паола Кортеллезі      | «Секс безкоштовно, кохання — за гроші» / Nessuno mi può giudicare                                                                                   |               |
| 2012 | Жао Тао               | «Лі та поет» / Io sono Li |               |
| 2013 | Маргеріта Бай         | «Самотній мандрівник» / Viaggio sola |               |
| 2014 | Валерія Бруні-Тедескі | «Людський капітал» / Il Capitale Umano |               |
| 2015 | Маргеріта Бай         | «Моя мама» / Mia madre |               |
| 2016 | Іленія Пастореллі     | «Мене звуть Джиг Робот» / Lo chiamavano Jeeg Robot                                                                                                  |               |
| 2017 | Валерія Бруні-Тедескі | «Як навіжені» / La pazza gioia |               |
| 2018 | Жасмін Трінка         | «Фортуната» / Fortunata |               |
| 2019 | Елена Софія Річчі     | «Сільвіо та інші» / Loro |               |